# Embarazo de ideas
Embarazo de ideas es una escultura creada por duplicado en 2016 por el escultor Teddy Cobeña en honor de la creatividad. Está hecha en bronce con pátinas de color marrón y verde, posee un corazón brillante (bronce pulido) en el abdomen. El conjunto escultural mide 180 cm de altura y 65 cm por cada lado. La estructura de bronce es de 70 cm de alto. Posee una placa conmemorativa en la región frontal de la peana que dice "La Creatividad". Se trata de una obra expresionista representando a una mujer de pie mirando su propio embarazo con la espalda superior reclinada hacia atrás, la mano derecha en el abdomen y la izquierda en el hombro contralateral dando una sensación de recogimiento. La mitad de su vientre tiene un corazón brillante en su interior Es un homenaje a la creatividad. Hace referencia a la capacidad que tienen los seres humanos de llevar a cabo sus ideas, proyectos u objetivos con un periodo de desarrollo mental, maduración y actuaciones para poder materializarse, tal como un embarazo biológico lo es.
Esta obra hecha en duplicado, se encuentra también en Barcelona, expuesta permanentemente en la entrada del centro de salud Pare Claret. Es propiedad del Ámbito de Atención Primaria de Barcelona (Instituto Catalán de la Salud, Generalidad de Cataluña). Recibió el premio Internacional de Escultura "Aigle de Niza" de bronce en noviembre de 2016 en Niza (Francia) y la mención de honor a la escultura en Madrid el mes de diciembre del mismo año.

## Ubicación
1. Jardines de la Plaza del Ayuntamiento, 22 rue République 38232 Pont de Chéruy (Francia). Inaugurado el 8 de julio de 2017[13]
  - Coordenadas 45°44′59″N 5°10′27″E / 45.749689, 5.174094
2. Calle San Antonio María Claret 19, 08022 Barcelona (España). Desde mayo de 2017[14]
  - Coordenadas 41°24′15″N 2°09′53″E / 41.404111, 2.164833

## Galería

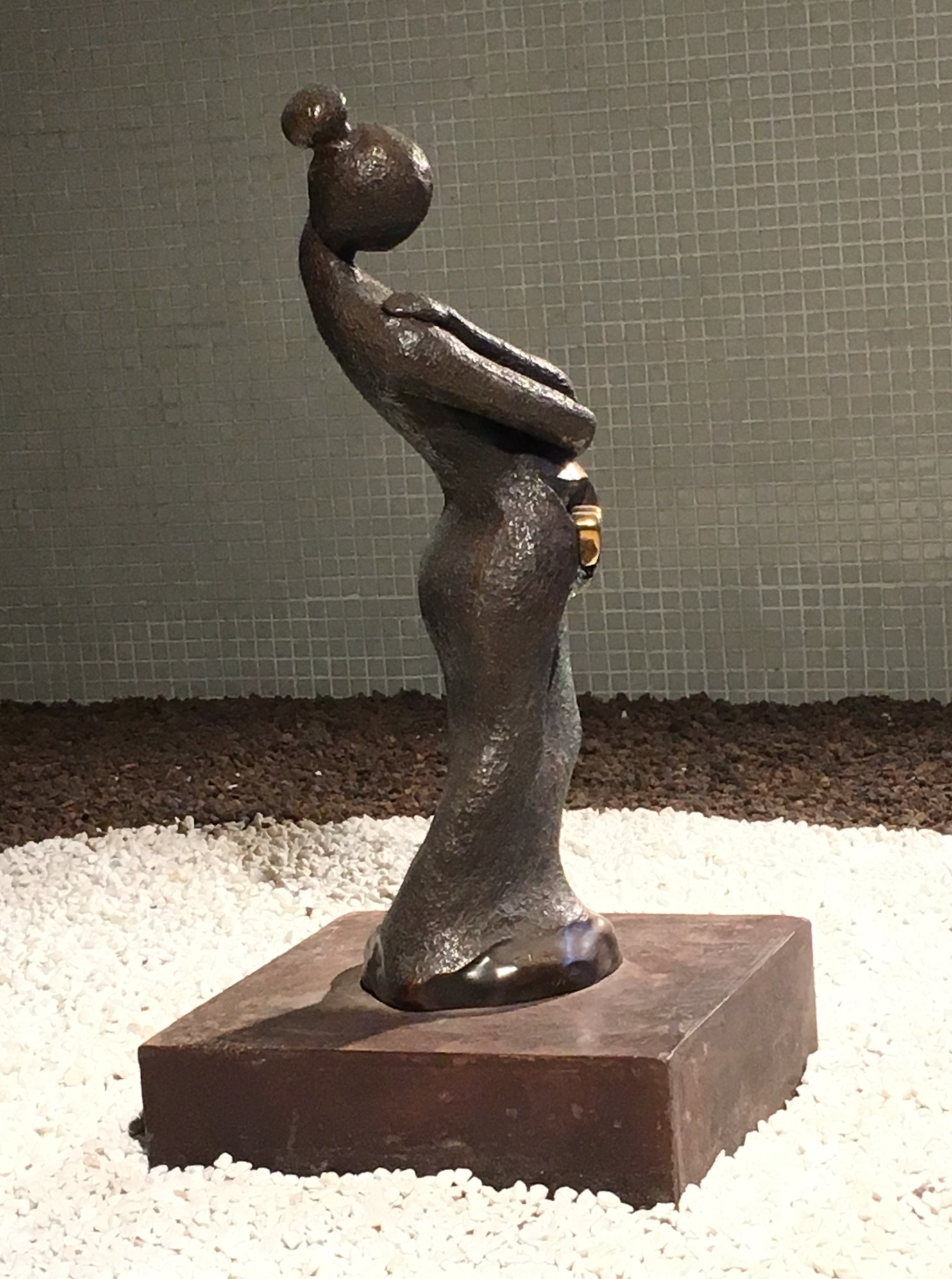
Escultura en Barcelona (CAP Pare Claret), España